# Hammond, Minnesota
Hammond är en ort i Wabasha County i Minnesota. Vid 2010 års folkräkning hade Hammond 132 invånare.